# Keokradong
Der Keokradong (auch: Keokradang) ist ein Berg in Bangladesch.

## Lage
Der Berg liegt im Südosten Bangladeschs im Norden der Upazila Thanchi in dem zu den Chittagong Hill Tracts der Division Chittagong gehörenden Distrikt Bandarban in den Mizo Hills, einer Hügelkette, die einen südlichen Ausläufer des Himalaya bildet, etwa zehn Kilometer westlich der Grenze zu Myanmar.

## Höhe
Lange galt der Keokradong mit einer Höhe von 1230 m als der höchste Berg in Bangladesch. Diese Information ist immer noch weit verbreitet, auch wenn verschiedene Messungen mittlerweile bestätigt haben, dass die Höhe kleiner als 1000 Meter ist. Ein Schild an der Schutzhütte auf dem Gipfel des Berges gibt die Höhe mit 3172 Feet (967 m) an. Eine GPS-Messung sowie eine davon unabhängige russische topografische Vermessung anhand der bei der STS-99 Shuttle Radar Topography Mission im Februar 2000 aufgezeichneten SRTM-Daten stellten seine Höhe mit 974 m fest. Weiter war auch die korrekte Lage der mit Keokradong bezeichneten Höhe umstritten; eine russische Karte bezeichnete so eine etwa 5 Kilometer nordwestlich in der Upazila Ruma gelegene Erhebung mit 883 m Höhe.
Im Rahmen einer Exkursion des BD Explorer wurde im Dezember 2012 die Höhe des Keokradong mittels GPS zu 3229 Feet (984 Meter) gemessen. ACME Mapper gibt die Höhe des Berges mit 980 Meter an. Somit gilt der Keokradong mittlerweile als vierthöchste Erhebung in Bangladesch nach dem Mowdok Mual (1045 m), dem Zow Tlang (999 m) und dem Dumlong (997 m).
Der nächstgelegene Berg, der höher ist als der Keokradong, ist der 13 Kilometer nordöstlich gelegene Dumlong. Im Umkreis von etwa 10 Kilometer um den Keokradong liegen weitere Berge, die mit einer Höhe von über 900 Metern zu den höchsten Erhöhungen Bangladeschs zählen, darunter der Maithaijama Haphong (966 m), der Mukhra Thuthai Haphong (954 m), der Thingdawl Te Tlang (944 m), der Kapital Hill (933 m) und der Kreikung Taung (925 m).